# Большая пятёрка (психология)
Больша́я пятёрка — диспозициональная (от англ. disposition — предрасположенность) модель личности человека, отражающая восприятие людей друг другом. В её основе лежит лексический подход, использующий факторный анализ словесных описаний характеристик человека. Эта модель продолжает линию лексических исследований, начатую Г. Олпортом, Г. Айзенком и Р. Кеттелом, предполагавшими, что язык может отразить аспекты личности, которые характеризуют адаптацию человека к социальной среде с учетом биологических свойств индивида.
В соответствии с названием, модель предполагает, что личность человека включает в себя пять общих и относительно независимых черт (диспозиций):
- экстраверсию,
- доброжелательность (дружелюбие, способность прийти к согласию),
- добросовестность (деятельность, организованность),
- нейротизм (предрасположенность к негативным эмоциям)
- открытость опыту (интеллект).

Модель выводится эмпирически, с использованием данных самоотчётов (вопросники, шкалы прилагательных), экспертных оценок (внешних наблюдателей за поведением) и поведенческих данных, получаемых в рамках исследований. Основным статистическим средством извлечения модели является эксплораторный факторный анализ. Таким образом, в эмпирических исследованиях 5 черт чаще всего предстают в виде сравнительно автономных факторов.

## История
Прямым предшественником Большой пятёрки, по всей видимости, является 3-факторная модель личности Г. Айзенка. Последняя включала в себя экстраверсию, нейротизм и психотизм. В некотором смысле, необходимость возникновения Большой пятёрки обусловлена эмпирическими трудностями извлечения фактора психотизма.
Впервые 5-факторная модель была получена в ряде исследований, выполненных в 1960-е годы (Borgatta, 1964; Norman, 1963; Tupes & Christal, 1961). Тем не менее, последующие 20 лет прошли при превосходстве моделей Айзенка и Кеттела. Так, если в середине 1980-х индекс цитирования Большой пятёрки уступал совокупному индексу цитирования моделей Айзенка и Кеттела более чем в 100 раз, то к середине 1990-х две группы моделей сравнялись по частоте цитирования, а к 2009 году уже частота цитирования Большой пятёрки превзошла использование моделей Айзенка и Кеттела вместе взятых более чем в 50 раз (John et al., 2008; основано на базе данных Американской психологической ассоциации PsychINFO).
Norman (1963) впервые называет пять факторов экстраверсией, доброжелательностью, добросовестностью, эмоциональной стабильностью и культурой (culture).
Эра Большой пятёрки, видимо, начинается с работы Goldberg (1981). Именно в этой работе впервые появляется сам термин. Говоря о том, что пятёрка «Большая», Goldberg подчеркивает не её особое значение, а широту охвата личностных проявлений, способность включать в себя факторы низшего порядка.
В качестве эмпирических показателей черты личности Goldberg вслед за предыдущими авторами (в первую очередь, Allport & Odbert, 1936; Baumgartner, 1933; Cattell, 1943; Norman, 1967) использует списки прилагательных, предполагая, что язык является исчерпывающим носителем личностной изменчивости человека. Этот подход к исследованию структур личности известен как психолексический. В 1992 Goldberg опубликовал устойчивую 5-факторную модель личности, основанную на прилагательных.

## Перевод Большой пятёрки
Лингвистическая природа модели определяет её привязку к качествам языка. Главное и желательное допущение заключается, естественно, в том, что Большая пятёрка является образованием надкультурным, в сущности, независимым от языка. Однако вероятность существования специфических, культурно обусловленных, факторов весьма велика.
Первые переводы тестов Большой пятёрки с английского были сделаны на рубеже 1980-90-х годов. Судя по публикациям, вслед за английскими тестами появились немецкий и нидерландский.
Немецкий проект был начат в Билефельде. В ходе стартового исследования было осуществлено всесторонее «психолексическое» изучение описателей личности, имеющихся в немецком языке (Angleitner, Ostendorf, & John, 1990). В результате Ostendorf (1990) получил посредством факторного анализа явную репликацию «английской» Большой пятёрки. Более того, осуществив emic-etic-анализ (сопоставление пунктов, полученных на собственном языке (emic) с пунктами, просто переведёнными (etic)), Ostendorf (1990) обнаружил полное соответствие в структуре между данными, полученными в рамках этих двух подходов.
Hofstee, De Raad с коллегами из Гронингенского университета (De Raad et al., 1988; Hofstee et al.,1997) получили модель Большой пятёрки, согласующуюся с английской. Однако «английский» фактор культуры (открытости опыту) у голландцев содержательно больше походил на непокорность и неконвенциональность. Итальянская модель (Caprara & Perugini, 1994) оказалась в основном похожей на нидерландскую.
В течение 1990-х годов был проведён целый ряд «региональных» исследований Большой пятёрки. Модель получила свою эмпирическую поддержку на китайской (Yang & Bond, 1990), чешской (Hrebickova & Ostendorf, 1995), греческой (Saucier, Georgiades, Tsouasis, & Goldberg, 2005), израильской (Almagor et al., 1995), венгерской (Szirmak & De Raad, 1994), польской (Szarota, 1995), испанской (Benet-Martinez & Waller, 1997), филиппинской (напр., Church & Katigbak, 1989; Church et al., 1997), турецкой (Somer & Goldberg, 1999) и российской (Князев, Митрофанова, Бочаров, 2010) выборках. Была получена эмпирическая верификация Большой пятёрки и в России (Shmelyov & Pokhil’ko, 1993).
В целом, результаты этих исследований показывают, что во многих языках получаются структуры, похожие на Большую пятёрку, хотя иногда образуются 2 «местных» фактора, согласующихся с одним из традиционных факторов. Больше всего проблем возникает с пятым фактором, который варьируется от чистого интеллекта (на немецких выборках) до неконвенциональности и непокорности в голландских и итальянских группах.

## Методы измерения Большой пятёрки
Наиболее широкую известность и применимость при изучении Большой пятёрки получает вопросник NEO PI-R (Costa& McCrae, 1992). Полная версия NEO PI-R содержит 240 пунктов (5 факторов х 6 аспектов в факторе х 8 вопросов). Впоследствии в основном используют укороченный вариант теста, состоящий из 60 пунктов (5 факторов х 6 аспектов х 2 вопроса). NEO PI-R хорошо коррелирует с замерами посредством других подходов, в частности, Q-сортировки. Тест можно использовать при оценках индивида сторонним наблюдателем (экспертом).
Одним из последних методов тестирования Большой пятёрки является BFI (Big Five Inventory; John, Danahue, & Kentle, 1991; Benet-Martinez & John, 1998; John & Srivastava, 1999; Rammstedt & John, 2005, 2007). В отличие от прочих тестов Большой пятёрки, BFI использует в качестве стимульного материала фрагменты предложений, что, по задумке, должно увеличить надёжность теста.
Еще одна пригодная шкала для измерения модели личностный тест Хогана (Hogan Personality Inventory; Hogan, 1986).

## Краткие версии опросника Большой пятёрки
В последние годы[какие?], прежде всего для целей экспресс-диагностики личностных черт в рамках масштабных исследований (в том числе - в сети Интернет) появилась необходимость в создании кратких опросников Большой Пятерки. Самые компактные из существующих версий включают всего по пять вопросов (Aronson, Reilly, Lynn, 2006; Bernard, Walsh, Mills, 2005; Woods & Hampson, 2005, Gosling et al., 2003), однако их сомнительные психометрические характеристики не позволяют говорить о применимости данных методик даже в целях экспресс-диагностики (Rammstedt, John, 2007, Gunnarsson et al., 2015). Методики, содержащие 10 вопросов являются максимальным возможным компромиссом между удовлетворительной точностью диагностики и компактностью. Наиболее известным кратким опросником для диагностики Большой пятерки является состоящий из 10 вопросов опросник черт личности (TIPI) Гослинга, Рентфру и Свонна (Gosling et al., 2003), успешно и неоднократно адаптированный во многих странах Европы, Азии и Южной Америки. Существует аналогичный ему “Опросник для измерения факторов Большой Пятерки” 10BFI, разработанный Раммштед и Джоном (Rammstedt, John, 2007), так же адаптированный на ряд европейских языков и показывающий несколько лучшие психометрические характеристики.[уточнить]
В России[когда?] были предприняты две попытки адаптации краткого опросника TIPI (Корнилова, Чумакова.,2016 и Сергеева, Кириллов, Джумагулова., 2016), при этом версия Сергеевой, Кириллова и Джумагуловой (TIPI-RU) обладает несколько лучшими психометрическими характеристиками (Щебетенко, 2017). Также Егоровой и Паршиковой разработан оригинальный 10вопросный опросник (B510), показавший удовлетворительные результаты по характеристикам факторной структуры, конвергентной и дивергентной валидности (Егорова, Паршикова, 2016).[уточнить]

## Факторная структура
Судя по всему, факторы не являются ортогональными. Однако корреляции между факторами, хотя и являются статистически значимыми, но остаются весьма умеренными, в среднем, r = 0,26, а по отдельным шкалам не превышают r = 0,35. Более того, Открытость признана фактором, усиливающим остальные черты. (John & Soto, 2007; John et al., 2008 на выборке 829 студентов Беркли).
Используя современные методы для подсчета, ученые пришли к выводу, что r = 0.35 (строго) и есть максимальная величина для отдельного индивидуального обозначения. Что доказывает в действительности то, что каждый фактор состоит из аспектов (facets). John et al. (2008) полагают, что величина корреляций аспектов, измеренных разными тестами, свидетельствует о центральности — периферийности того или иного аспекта.
Добросовестность может быть достаточно хорошим предиктором академической успеваемости и производственной эффективности, в том числе, при контроле показателя интеллекта (Higgins et al., 2007).
Предпринимаются попытки установить функциональную достаточность 5-факторной модели. Так, van Egeren (2009) отмечает, что каждая из пяти черт выполняет определённую функцию в плане адаптации индивида к социальной среде. В частности, экстраверсия отвечает за приближение положительных событий, нейротизм — за избежание негативных событий, добросовестность — за эффективное управление реакциями приближения и избежания, открытость опыту — интерес к различного рода наградам, а доброжелательность — к формированию социальных альянсов и связей.
C 1999 года в странах СНГ применяется «пятифакторный опросник личности (5PFQ)» на базе теорий личности Олпорта, Кеттела и Айзенка.

## Большая пятёрка в детском возрасте
John et al. (1994), используя Q-сортировку, получили у детей базовую модель с двумя дополнительными факторами. 6-й фактор, раздражительность (Irritability), вероятно, характеризует склонность плакать, гневаться, обижаться на обзывания. 7-й фактор, активность (Activity), включал разные виды физической активности, таких как беготня, игривость. Lieshout and Haselager (1994) на голландских детях в возрасте от 3 до 16 лет обнаружили пятифакторную модель c двумя дополнительными факторами: активностью и зависимостью (dependency). Под последней понимается стремление понравиться и полагание на других.

## Связь с поведением
Значение личностных моделей во многом определяется их способностью предсказывать поведение индивида. Некоторые исследовательские группы [какие?] пытаются определить способность Большой пятёрки предсказывать поведение. В частности, Cuperman and Ickes (2009) изучали поведенческие корреляты Большой пятёрки в контексте межличностного взаимодействия участников исследования. Было показано, что Большая пятёрка может предсказывать не только определённые формы поведения, но и реакции партнёра по общению. Например, было обнаружено, что с увеличением нейротизма возрастает число взглядов партнёра на такого человека. Cuperman and Ickes (2009) также показали, что личностные черты партнёров в диаде могут взаимодействовать между собой. Например, было показано, что удовлетворённость от общения зависит от степени экстраверсии (интроверсии) партнёров таким образом, что она возрастает по мере сходства партнёров по этому параметру (например, оба склонны к экстраверсии или оба склонны к интроверсии). Несколько иной эффект был получен в части доброжелательности: низкая доброжелательность обоих партнёров предсказывает низкую удовлетворённость обоих от общения. Однако высокой доброжелательности одного из партнёров вполне достаточно для общего увеличения удовлетворённости от общения.

## Большая пятёрка в России
- В 1990-е годы было опубликовано исследование русскоязычной лексики личностных черт, проведённое А. Г. Шмелёвым и В. И. Похилько. Исследования подтвердили, что пяти факторов достаточно для построения полноценного психологического портрета личности[источник не указан 4251 день].
- В 2000 году А. Б. Хромовым в Курганском Государственном Университете была произведена адаптация Большой пятерки в виде теста 5PFQ, который можно найти в онлайн варианте.[1]
- Адаптация NEO PI-R с 2003 года психологами из Ярославля: В. Е. Орел, А. А. Рукавишников, И. Г. Сенин, Т. А. Мартин.
- Перевод свободно распространяемого аналога оригинальной методики теста IPIP-NEO-120 (J. Johnson, 2014) из IPIP (International Personality Item Pool), выполненный в 2018 году М. А. Перковым[2]. Тест успешно прошел адаптацию в 2022 году[3], и имеется его онлайн реализация Архивная копия от 19 января 2019 на Wayback Machine.

## Критика
Критика, в основном, связана с законченностью пятифакторной модели. В частности, периодически появляются модели с большим количеством базовых факторов личности. В рамках психолексического подхода Almagor, Tellegen, and Waller (1995) получили 7-факторную модель с двумя дополнительными к Большой пятёрке факторами — «позитивной валентности» (оригинальный, утончённый, благородный) и «негативной валентности» (опасный, злобный, неприспособленный, вероломный). De Raad and Szirmak (1994) получили на венгерской выборке 6-факторную структуру, обеспеченную Большой пятёркой и фактором, названным Прямотой (Integrity), включившим такие описатели как правдивость, надёжность, лицемерие, тщеславие и жадность. На основе этих и подобных данных (напр., Benet-Martinez & Waller, 1997; Di Blas & Forzi, 1999) сравнительно широкое распространение получает HEXACO — 6-факторная модель личности (Ashton & Lee, 2001, 2006). Так, например, Ashton et al. (2004) показывают возможность существования шестого самостоятельного фактора личности: искренность (honesty) — сдержанность (humility). Ко всему прочему, положительный полюс этого фактора включает склонность к справедливости, в то время как негативный полюс включает в себя неискренность, заносчивость и хвастовство.
Однако в целом, как отмечают John et al. (2008), эти факторы остаются именно добавочными; основная структура выглядит универсальной и надкультурной.
С другой стороны, предпринимаются попытки обнаружить мега-факторы личности с более ограниченным числом. В частности, Digman (1997) на основании   данных предположил, что Большая пятёрка образует 2 мегафактора: альфа — доброжелательность, добросовестность и эмоциональная стабильность; бета — открытость опыту и экстраверсия. Альфа представляет собой тенденцию к социализации, а бета — тенденцию к самоактуализации. Такая модель согласуется с более ранними межличностными «круговыми» моделями Bakan (1966) и Wiggins (1991). Однако примерно в то же время, Paulhus and John (1998) определили два фактора искажений в самооценках, содержание которых близко к мегафакторам Digman. Первый фактор интерпретируется как моралистический уклон (то есть тенденция переоценивать собственную ответственность и кооперативность), а второй как эгоистический уклон (тенденция переоценивать свой социальный и интеллектуальный статус). Иначе говоря, Paulhus and John(1998) полагают, что эти мегафакторы характеризуют не столько личностную вариативность, сколько особенности социальной желательности при исполнении участниками исследования самоотчетов.
De Raad et al. (2010), используя данные 14 выборок на 12 языках, показали, что кросс-культурную устойчивость могут сохранять лишь 3 фактора — экстраверсия, доброжелательность и добросовестность.
Наконец, отдельные авторы предпринимают попытки показать, что статистически все параметры личности коррелируют между собой, а следовательно, возникает потенциальная возможность определения единственного мегафактора личности (Musek, 2007; Rushton, Bons, & Hur, 2008). Изначально попытки получить простую структуру личности предпринимались в работах Webb (1915). Hofstee (2001) назвал этот фактор P-фактором, извлекаемым методом центральных компонент. Содержательно единство этого фактора может быть обусловлено социальной желательностью. P-фактор нагружен, по Hofstee (2001), стилистическим интеллектом и другими чертами личности, в целом позволяющими индивиду адекватно реагировать на социальные ситуации. В пользу этого предположения, в частности, могут говорить данные Higgins et al. (2007), показавшие, что оценка качества своей работы сотрудниками управленческого звена в разной степени коррелирует с каждой из пяти шкал, при этом положительно с экстраверсией, открытостью опыту, добросовестностью, эмоциональной стабильностью и доброжелательностью (с последними двумя — в приближении к значимости, оба p<.10). Это может означать, что гипотетический P-фактор предсказывает положительную оценку индивидом своей работы.
Периодически возникают дискуссии касательно адекватности наименований факторов. Например, John et al. (2008), по аналогии с более ранними моделями Wiggins (1995), предлагает фактор доброжелательности называть Любовью (Love), а фактор добросовестности — Ответственностью (Responsibility), или даже Уровнем социализации (Degree of Socialization).